# حوض سكرة وأبو أحمد
حوض سكرة وأبو أحمد «قرية منفصلة» تتبع مركز برج العرب (محافظة الإسكندرية).